# Ocotea corrugata
Ocotea corrugata är en lagerväxtart som beskrevs av H. van der Werff. Ocotea corrugata ingår i släktet Ocotea och familjen lagerväxter. Inga underarter finns listade i Catalogue of Life.